# Habsburg Ágnes magyar királyné
Habsburg Ágnes (németül: Agnes von Habsburg, horvátul: Agneza Habsburška; 1281. május 18. – Königsfelden, Svájc, 1364. június 10.) német királyi és osztrák hercegnő, házassága révén magyar, horvát és szlavón királyné, III. András magyar király második felesége. A Habsburg-ház tagja.

## Élete
Apja I. (Habsburg) Albert német király és osztrák herceg, anyja Görzi Erzsébet karintiai hercegnő és tiroli grófnő. A 15. életévébe lépő Ágnest 1296. február 13-án Bécsben az apja feleségül adta a Fenenna királyné halálával (1295) megözvegyült és fiúgyermeket nélkülöző III. András magyar királyhoz. III. Andrásnak az első házasságából volt egy Erzsébet (1292–1338) nevű lánya. Ágnes a házasságuk öt éve alatt nem esett teherbe, és férje halálakor, 1301. január 14-én is még csak 20 éves volt. Többé nem ment férjhez, majd a volt férje lányával, Erzsébettel elhagyta Magyarországot, és hazatért Bécsbe. 1308. május 1-jén Ágnes unokaöccse, Parricida János meggyilkolta a nagybátyját, Ágnes apját, I. (Habsburg) Albert német királyt. Ágnes királyné ezután visszatért Magyarországra, és Nezsideren tartotta udvarát. 1310-ben azonban a Habsburgok ősi földjén, Svájcban telepedett le. Az édesanyja, Görzi Erzsébet ugyanis klarissza kolostort alapított Königsfeldenben az elhunyt férje emlékére, és Ágnes itt talált új otthonra, a mostohalánya, Erzsébet pedig a szintén svájci tössi domonkos apácákhoz lépett be, akinek miután a Vencel magyar királlyal kötött eljegyzését 1305. október 5-én Prágában maga a vőlegény, Vencel felbontotta, és feleségül vette Viola tescheni hercegnőt, majd négy nappal később, 1305. október 9-én a magyar trónról is lemondott, a királynéi ambíciói így szertefoszlottak. Ágnes 1364. június 10-én halt meg Königsfeldenben, és ott is temették el.

## Vele kapcsolatos
- Sacerdos eystettensis Deo ac Thaumaturgae Virgini et Ordinis Sancti Benedicti abbatissae heidenheimensi Divae Walburgae devotus, seu... (Eystadtii, typis Francisci Strauss, 1722) Ennek része a 137-dik oldatól: Vita sanctae Walburgis. Auctore Philippo,[2] XXXIX. episcopo eystettensi;[3] rogatu Agnetis austriacae, Hungariae reginae conscripta [egy 14. századi mű 1722. évi kiadása]